# El Pinar
El Pinar – część  miasta Ciudad de la Costa w Urugwaju; w departamencie Canelones; 20 400 mieszkańców (2006). Przemysł spożywczy, maszynowy, chemiczny, włókienniczy.